# Поль Таннері
Поль Таннері (фр. Paul Tannery, 20 грудня 1843, Мант-ла-Жолі — 27 листопада 1904, Пантен) — французький математик та історик математики, автор понад 250 наукових праць. Основне заняття: адміністратор державних тютюнових фабрик.

## Життєпис
Народився в католицькій сім'ї. Після закінчення ліцею вступив до престижної паризької Політехнічної школи, блискуче склавши іспити. Вивчав там математику, природничі науки та класичні мови. Після закінчення Політехнічної школи працював на інженерних посадах у Ліллі. Захоплювався філософією Оґюста Конта, що згодом позначилося на його історичних працях.
1867 року переїхав до Парижа; згодом багаторазово переїжджав, змінивши більше десятка французьких міст, але від 1890 року майже безвиїзно проживав у Парижі або в його околицях. Під час франко-прусської війни служив артилерійським капітаном, потім зайнявся управлінням тютюновим виробництвом і водночас увесь вільний час приділяв історії математики.
Першими науковими працями Таннері стали класичні коментовані видання праць Діофанта (1893—1895) та П'єра Ферма (1891—1896), пізніше видавав праці Декарта (1890) та Роджера Бекона. Численні роботи Таннері з історії математики, філософії та астрономії здобули йому авторитет великого історика науки. Визнанням цього стало обрання його професором філософії в Колеж де Франс (1892).
Посмертні зібрання праць Таннері складалися з 17 томів (1912—1950).

## Праці
- La Géométrie grecque, Paris, Gauthier-Villars, 1887
- Pour l'histoire de la science hellène, Paris, Félix Alcan, 1887 (перевидано: Paris, Gauthier-Villars, 1930)
- Recherches sur l'histoire de l'astronomie ancienne, Paris, Gauthier-Villars, 1893
- Diophantus alexandrinus. Opera Omnia, 2 vols., Leipzig, B.G. Teubner, 1893—1895
- (разом із Ch. Henry), Œuvres de Fermat, 5 vols., Paris, Gauthier-Villars, 1891—1922.
- (разом із Ch. Adam), Œuvres de Descartes, Paris, Léopold Cerf, 1897—1909 (2 suppl. en 1910 et 1913).
- Mémoires scientifiques (17 vols., Toulouse, Édouard Privat, Paris, Gauthier-Villars, 1912—1950)
  - Sciences exactes dans l'antiquité (vols. I à III),
  - Sciences exactes chez les byzantins (vol. IV),
  - Sciences exactes au Moyen Age (vol. V),
  - Sciences modernes (vol. VI),
  - Philosophie antique (vol. VII),
  - Philosophie moderne (vol. VIII),
  - Philologie (vol. IX),
  - Généralités historiques (vol. X),
  - Comptes rendus et analyses (vols. XI—XII),
  - Correspondance (vols. XIII à XVI),
  - Biographie, Bibliographie, compléments et tables, (vol. XVII).